# Getawaycab
Getawaycab är ett finskt indierock band. Bandet har uppträtt i över 11 länder, och deras musik har släppts i Finland, England och Ryssland.

## Diskografi
- 2004 - Sleep Forever EP
- 2006 - Dancing With Thieves EP
- 2008 - So Long -single
- 2011 - Bear Left -kompilation
- 2014 - Sing With Us -single